# Yigoga karsholti
Yigoga karsholti là một loài bướm đêm trong họ Noctuidae.